# Maxia
Maxia là một chi bướm đêm thuộc họ Erebidae.